# Michael Henningsen
Michael Henningsen (født 23. maj 1953 i Skive) er en dansk vicepolitiinspektør og tidligere atlet medlem af AGF fra 1980 Politiets Idrætsforening.
Michael Henningsen var 19 gange dansk mester i kuglestød.
Michael Henningsen er født og opvokset i Skive. Student fra Skive Gymnasium 1972. Stud. mag. 1972-78 Aarhus Universitet. Han begyndte 1979 hos politiet som betjent i København. Efter endt uddannelse arbejdede han et par år som lærer på Politiskolen i København, inden han i 1984 kom til Aarhus som politiassistent og blev senere vagthavende ved Aarhus Politi (1989) og vicepolitikommissær (1991), souschef ved civilpolitiet i Aarhus (1993) og året efter leder af denne afdeling og fik titel af politikommissær (1994), Stedfortræder for sekretariatschefen 1995. Leder af ordenspolitiets færdselsafdeling i Aarhus (1997), vicepolitiinspektør og personalechef på Aarhus Politigård (1998-2003). Udnævnt til sekretariatschef i 2003. Han står siden 2007 i spidsen for Grenaa Politigård.I 2009 leder af beredskabet og beredskabssekretariatet i Aarhus. Fra 2014 leder af specialafdelingerne i Aarhus: færdselsafdelingen, hundeafdelingen og specialpatruljen. 
Michael Henningsen bor siden 1984 i Ugelbølle og er far til 4 børn. Tre sønner og en datter.

## Danske mesterskaber
- Guld  1986 Kuglestød 16,28
- Guld  1985 Kuglestød 16,24
- Guld  1984 Kuglestød 16,33
- Guld 1983 Kuglestød 16,56
- Guld  1983 Kuglestød inde 16,81
- Guld  1982 Kuglestød 16,91
- Guld  1982 Kuglestød inde 16,77
- Guld  1981 Kuglestød 16,92
- Guld  1981 Kuglestød inde 16,85
- Guld  1980 Kuglestød 16,04
- Guld  1980 Kuglestød inde 15,99
- Guld  1979 Kuglestød 16,95
- Guld  1979 Kuglestød inde 15,53
- Guld  1978 Kuglestød 16,57
- Guld  1978 Kuglestød inde 15,95
- Guld  1977 Kuglestød 16,82
- Guld  1977 Kuglestød inde 16,30
- Sølv  1976 Kuglestød 16,93
- Guld  1975 Kuglestød 17,82
- Guld  1975 Kuglestød inde 15,89
- Sølv  1974 Kuglestød 16,74
- Bronze 1973 Kuglestød 15,34

## Personlig rekord
- Kuglestød: 17,82 9. august 1975 Østerbro Stadion